# 50º anniversario della Repubblica Popolare Cinese

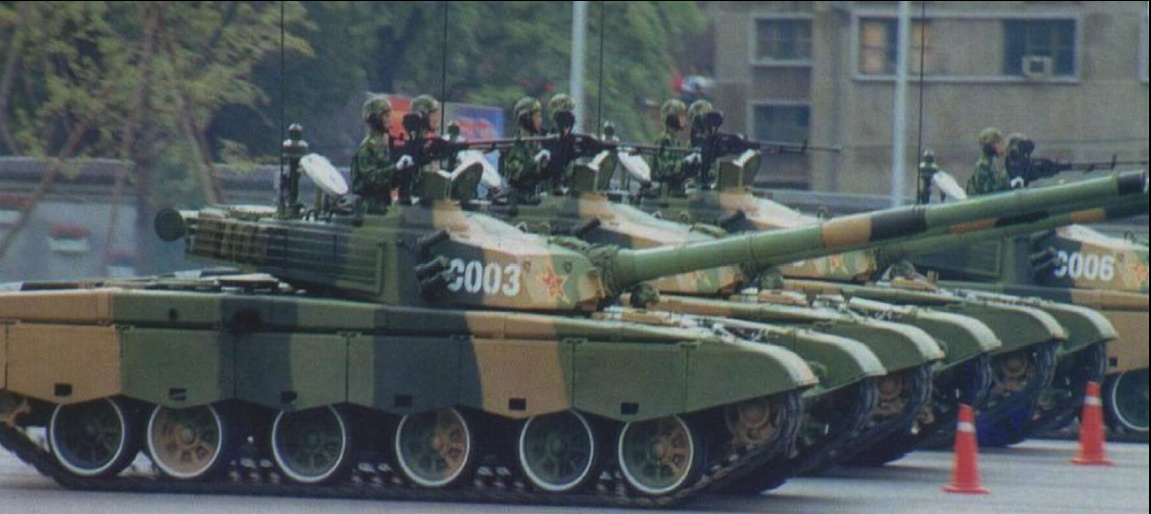
Carri armati Type 99 durante la parata

Il 50º anniversario della Repubblica Popolare Cinese (庆祝中华人民共和国成立50周年大会, Qìngzhù zhōnghuá rénmín gònghéguó chénglì 50 zhōunián dàhuì) ebbe luogo il 1º ottobre del 1999; la celebrazione principale di questa ricorrenza avvenne in piazza Tienanmen, a Pechino, ma ci furono anche altri festeggiamenti nelle altre città della repubblica. Jiang Zemin, il leader cinese di primaria importanza, ispezionò le truppe disposte lungo il viale Chang'an. In seguito alla parata militare ebbe subito luogo un corteo civile.

## Parata militare e corteo civile
L'ultima parata fu quella in occasione del 35º anniversario, che ebbe luogo nel 1984: quella del 40º anniversario, che si sarebbe dovuta svolgere nel 1989, venne cancellata per via della protesta di piazza Tienanmen. Una delle caratteristiche distintive di questa parata, a cui i media cinesi facevano spesso riferimento, era il fatto che fosse stata organizzata alla fine del II millennio. Essa fu capitanata dal generale della regione militare pechinese Li Xinliang e ispezionata dal presidente della commissione militare centrale Jiang Zemin. Per la prima volta la bandiera venne issata prima dell'inizio della parata. 42 formazioni militari – 17 appartenenti alla fanteria e 25 a bordo di veicoli da combattimento – parteciparono all'evento.

### Lista delle divisioni partecipanti
Le seguenti divisioni sono disposte in ordine di apparizione:
- Guardie d'onore della guarnigione di Pechino (Esercito Popolare di Liberazione)
- Cadetti dell'università di difesa nazionale (Esercito Popolare di Liberazione)
- La fanteria delle forze di terra (Esercito Popolare di Liberazione)
- Marinai della marina (Esercito Popolare di Liberazione)
- La fanteria anfibia della marina (Esercito Popolare di Liberazione – prima apparizione)
- La forza aerea della Cina (Esercito Popolare di Liberazione)
- Il corpo aviotrasportato della forza aerea della Cina (Esercito Popolare di Liberazione – prima apparizione)
- Il secondo corpo di artiglieria (Esercito Popolare di Liberazione)
- La polizia armata del popolo
- Soldatesse dell'Esercito Popolare di Liberazione
- Riserve militari dell'Esercito Popolare di Liberazione (prima apparizione)

Le forze armate e l'artiglieria rappresentarono il 70% della parata, mentre la porzione aviotrasportata venne aumentata fino al 10%.

## Bande militari e musica

### Lista delle bande militari partecipanti
L'accompagnamento musicale della parata venne eseguito da una banda formata da 1.100 individui, organizzata nella seguente maniera:
- Banda militare dell'Esercito Popolare di Liberazione, sotto la direzione del direttore della banda della marina militare dell'Esercito Popolare di Liberazione, il capitano Li Xing
  - Banda militare centrale dell'Esercito Popolare di Liberazione
    - Trombettisti dello stato

  - Banda della marina militare dell'Esercito Popolare di Liberazione
  - Banda femminile dell'aeronautica militare dell'Esercito Popolare di Liberazione
  - Banda femminile della polizia armata del popolo
  - Banda militare femminile dell'università di difesa nazionale

### Musica
I brani nella seguente lista sono disposti in ordine di esecuzione:
- Marcia di benvenuto (欢迎进行曲S, huānyíng jìnxíngqǔP)
- Marcia dei volontari (inno nazionale della Repubblica Popolare Cinese) (义勇军进行曲S, yìyǒngjūn jìnxíngqǔP)
- Inno militare dell'Esercito Popolare di Liberazione (中国人民解放军进行曲S, zhōngguó rénmín jiěfàngjūn jìnxíngqǔP)
- Marcia dell'ispezione delle truppe (检阅进行曲S, jiǎnyuè jìnxíngqǔP)
- L'esercito del popolo è leale alla patria (人民军队忠于党S, rénmín jūnduì zhōngyú dǎngP)
- Le tre regole di disciplina e otto punti di attenzione (三大纪律八项注意S, sān dà jìlǜ bā xiàng zhùyìP)
- Canzone dell'università militare (军校之歌S, jūnxiào zhī gēP)
- Un soldato (当兵的人S, dāng bīng de rénP)
- Marcia della parata dell'Esercito Popolare di Liberazione (分列式进行曲S, fēnlièshì jìnxíngqǔP)
- Marcia dei veicoli armati (战车进行曲S, zhànchē jìnxíngqǔP)
- Canzone delle guardie leali (忠诚卫士之歌S, zhōngchéng wèishì zhī gēP)
- Marcia delle forze di artiglieria (炮兵进行曲S, pàobīng jìnxíngqǔP)
- Marina del popolo, avanti! (人民海军向前进S, rénmín hǎijūn xiàng qiánjìnP)
- Marcia dell'aeronautica dell'Esercito Popolare di Liberazione (中国空军进行曲S, zhōngguó kōngjūn jìnxíngqǔP)